# Crisis de la deuda soberana en Grecia

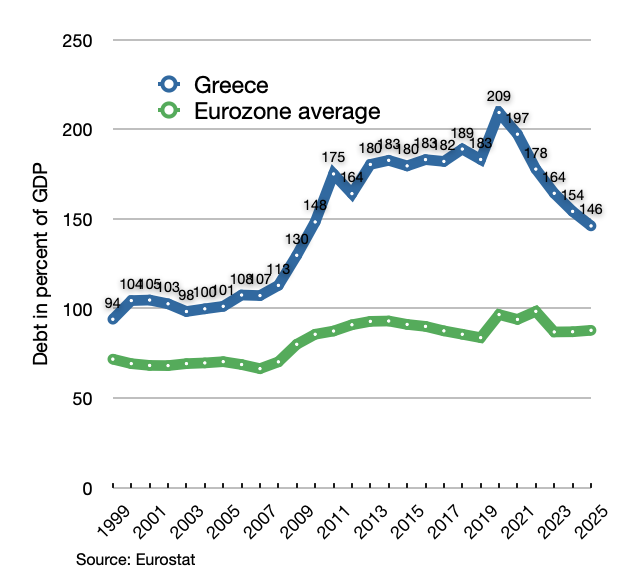
Deuda pública de Grecia (línea azul) en comparación con la media de los Estados miembros de la eurozona (línea verde), en % del PIB (1998-2012 y estimaciones hasta 2019).

La crisis de la deuda soberana en Grecia, como su nombre indica, fue una crisis de deuda que afectó a este Estado de la Unión Europea. Esta coyuntura de cambios se inició a fines de 2009 como una de las primeras cinco crisis de deuda soberana en la eurozona ―conocida más adelante como la crisis del euro— y terminó oficialmente en junio de 2018. Durante el transcurso de la crisis, la Unión Europea se enfrentó a un dilema ya que no existía una cláusula en los Tratados constitutivos que permitiera a sus Estados miembros rescatar financieramente a uno o varios de ellos. Por otro lado, una intervención del Fondo Monetario Internacional (FMI) no contentaba a todos los miembros de la eurozona, porque recurrir al FMI hubiera podido dañar la credibilidad del euro; conllevaba admitir que la moneda única tenía problemas que debían gestionarse desde el extranjero. Entre tanto, surgieron rumores sobre otros Estados miembros y amenazó el riesgo de contagio, por lo que la situación griega alteró la confianza en los mercados financieros y llevó a los inversores a retirar su dinero de esos mercados, amenazando romper la estabilidad económica europea.
La crisis se inició cuando el Partido Socialista ganó las elecciones parlamentarias de Grecia de 2009 y Yorgos Papandréu llegó al poder. Más tarde, anunció que la situación económica del país era catastrófica y que el déficit presupuestario para aquel año sería muy superior a lo que había anunciado el gobierno precedente. También reveló que se había disimulado el verdadero tamaño de sus deudas ante la Comisión Europea desde hacía una década. A finales de ese año, los temores de impago de la deuda soberana se esparcieron entre los inversores que veían difícil la capacidad de que el Gobierno griego cumpliera con sus obligaciones de deuda. El 8 de diciembre de 2009, la Bolsa de Atenas se desploma un 6 % y la prima de riesgo sobre los bonos a diez años emitidos por Grecia aumenta su diferencial con el bono alemán de referencia. En enero de 2010, un informe de la Comisión acusa a Grecia de «irregularidades sistemáticas» en el envío de datos fiscales al Ejecutivo comunitario. El gobierno de Papandréu presenta un programa de austeridad para reducir el déficit público, pero la Comisión le recomienda recortar los salarios. En marzo, el Gobierno griego aprueba nuevas medidas para ahorrar 4800 millones de euros, mediante recortes en el gasto público y aumento de impuestos. Entonces, los jefes de Estado y de Gobierno de la eurozona, reunidos en el Eurogrupo, acuerdan el mecanismo para proceder, si fuera necesario, al rescate de Grecia. En abril, sumándose a las noticias adversas sobre el déficit y deuda registrados durante 2008 y 2009, los datos de las cuentas nacionales revelaron que la economía griega también había sido sacudida por tres recesiones distintas entre 2007 y 2009. Las agencias de calificación crediticia respondieron rebajando la deuda del Gobierno griego a la calificación de «bono basura» y el rendimiento del bono del Gobierno respondió con un aumento a áreas insostenibles, haciendo inaccesible al mercado de préstamos de capital privado como una fuente de financiamiento para Grecia.
Generalmente, cuando un país tiene problemas económicos internos, suele llevar a cabo una devaluación de la moneda, pero en el caso de Grecia esto no era posible, pues pertenecía a la eurozona. Volver al dracma permitiría a Atenas hacer devaluaciones competitivas para impulsar sus exportaciones pero el golpe a la credibilidad del área de la moneda única podría haber desintegrado el euro. En consecuencia, el 2 de mayo de 2010, el Banco Central Europeo (BCE), la Comisión Europea y el FMI, más tarde apodados como la Troika, respondieron a la crisis con el lanzamiento de un préstamo de rescate. De esta forma, frente a la inminente quiebra de Grecia, se acordó dos medidas importantes; un plan de apoyo a Grecia consistiendo de préstamos bilaterales de los países de la eurozona por valor de 80 000 millones de euros y otros 30 000 millones de préstamos del FMI. Hasta finales de 2011 se había pagado 73 000 millones de euros bajo este concepto, la puesta en marcha del Mecanismo Europeo de Estabilidad con una capacidad de 750 000 millones de euros (60 000 millones del Mecanismo Europeo de Estabilidad Financiera de la Comisión, 440 000 millones de garantías de los Estados miembros y 250 000 millones aportado por el FMI). Además, el “plan de rescate” estipulaba que en 2012 Grecia debía captar en los mercados la mitad de los recursos que necesitaba y el 100 % para 2013, pero la Comisión asumió que Grecia no estaría en condiciones de captar recursos en los mercados internacionales a inicios de 2012 y que por tanto habrá que llevar a cabo un segundo plan de austeridad.
La Troika ofreció a Grecia un segundo préstamo de rescate por valor de 130.000 millones de euros en octubre de 2011, siendo su activación estrictamente condicional a la implementación de más medidas de austeridad y a un acuerdo de reestructuración de su deuda. Sorprendentemente, el primer ministro griego Yorgos Papandréu respondió a este anuncio, inicialmente, anunciando en noviembre de 2011 un referéndum sobre el nuevo plan de rescate, pero tuvo que echarse atrás ante la intensa presión del resto de Estados de la UE, quienes le amenazaron con no entregar un pago pendiente de 6.000 millones de euros que Grecia necesitaba hacia mediados de diciembre. El 10 de noviembre de 2011, Papandréu optó a cambio por dimitir tras un acuerdo con los partidos Nueva Democracia (Grecia) y Concentración Popular Ortodoxa mediante el cual se nombraba al tecnócrata Lukás Papadimos como nuevo primer ministro de un Gobierno de unidad nacional interino, responsable de implementar las medidas de austeridad necesarias para abrir paso al segundo rescate.
Tras una breve crisis interna, que llevó al Corralito en Grecia de 2015, el 11 de agosto de 2015 en Atenas, el Gobierno griego y las instituciones acreedoras (FMI, Comisión Europea, BCE) alcanzaron un acuerdo sobre un tercer rescate al país y el paquete de acciones que Grecia deberá cumplir a cambio de recibir el primer desembolso, que fueron aprobados tres días después en el Parlamento Helénico. El 14 de agosto, en una reunión del Eurogrupo fue autorizado el tercer rescate de Grecia, lo que supone un nuevo programa de asistencia financiera de hasta 86 000 millones de euros y tres años de duración, para evitar la salida de Grecia de la eurozona.
Las medidas de austeridad implementadas en Grecia contribuyeron a reducir el déficit primario antes del pago de intereses pero como efecto colateral también contribuyó al empeoramiento de la recesión griega. Adicionalmente, para finales de 2014, a causa de la austeridad y la recesión en Grecia, su tasa de desempleo del 26 % era la más alta de toda la UE y el 51,2 % de los jóvenes entre 15 y 24 años estaban desempleados. Además cerca de 2,5 millones de griegos vivían por debajo del umbral de la pobreza —situación que afectaba al 40 % de los niños griegos y al 45 % de los jubilados y pensionistas—. Y es que las consecuencias sociales de la crisis —sin contar el debilitamiento democrático institucional y el aumento de la emigración económica— se tradujeron en un deterioro generalizado de los niveles de salud (empeoramiento de la atención sanitaria y aumento de los problemas psicosociales) y un incremento de los niveles de violencia y delincuencia.

## Causas: falsificación de los datos macroeconómicos

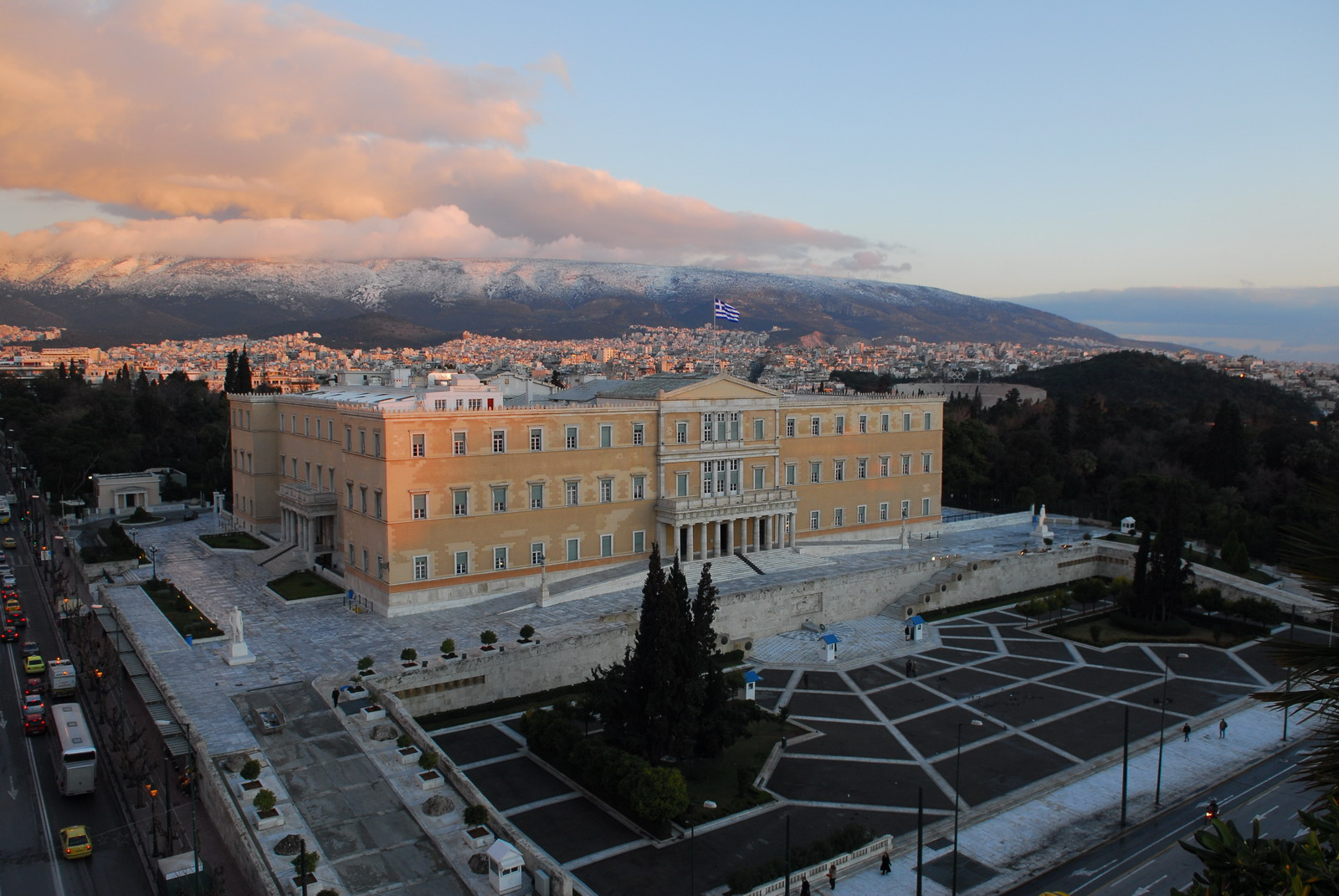
Edificio del parlamento Heleno de Atenas.

Los factores desencadenantes de la crisis de la deuda soberana griega incluyen los efectos de la Gran Recesión, las debilidades estructurales de la economía griega, una creciente crisis bancaria y una crisis súbita en la confianza de los acreedores del país. El crecimiento de la deuda pública griega desde los años ochenta se debió al pago de tipos de interés muy altos a los acreedores, un excesivo gasto militar, pérdida de ingresos fiscales por flujos ilícitos de capital, la recapitalización estatal de los bancos privados y los desequilibrios internacionales creados por las fallas en el diseño de la eurozona. Los principales bancos privados europeos y los bancos griegos fueron expuestos a un aumento drástico de la deuda privada en Grecia, luego de la adopción del euro.
La incertidumbre sobre la capacidad de Grecia para cumplir con sus obligaciones de deuda, se incrementó luego de revelarse que los datos sobre los niveles de deuda pública y déficit presupuestario se habían declarado de modo inexacto por el gobierno griego desde el año 2000 —antes de ingresar a la eurozona en 2001— con la complicidad del banco Goldman Sachs, que promovió transacciones swap para que el gobierno ocultara miles de millones de euros en deuda a las autoridades europeas. Esto llevó a una crisis de confianza, que generó el desplome de la Bolsa de Atenas y aumentó los diferenciales de rendimiento de los bonos y el costo del seguro de riesgo sobre los CDS, en comparación con los otros países de la eurozona, particularmente de Alemania.
Durante las dos legislaturas del Gobierno conservador de Kostas Karamanlís, se realizaron falsificaciones de los datos macroeconómicos de la contabilidad nacional. Tras las elecciones parlamentarias de Grecia de 2009, el candidato socialista Yorgos Papandréu obtuvo mayoría absoluta en el Parlamento Helénico. Su gobierno sacó a la luz que el anterior partido estuvo falseando las cifras. El partido conservador aseguraba que el déficit griego era del 3,7 %. Posteriormente, el Gobierno de Papandreu demostró que el déficit real era del 12,7 %, una cifra alarmante.
Dicha falsificación fue conseguida mediante el uso de derivados complejos, emitiendo la deuda en otras divisas diferentes al euro (como el yen). Como los países pertenecientes al euro no tienen obligación de reportar a Bruselas dichos derivados, nunca nadie pudo saber las cifras reales. El grupo de banca de inversión y valores Goldman Sachs estuvo involucrado en dicha falsificación y ayudó a esconder el déficit de las cuentas griegas. Concretamente, Mario Draghi ―en ese momento, presidente del Banco Central Europeo― era vicepresidente para Europa de Goldman Sachs, con cargo operativo, durante el período en que se practicó la ocultación del déficit.
En junio de 2011, Draghi tuvo que responder ante el Comité Económico del Parlamento Europeo por sus actividades en Goldman Sachs, en relación con el ocultamiento en Grecia.

## Desarrollo
| Crecimiento interanual del PIB en Grecia (respecto al año anterior) |                                                                  |
| ------------------------------------------------------------------- | ---------------------------------------------------------------- |
| Gráfico no disponible temporalmente debido a problemas técnicos.    |                                                                  |
|                                                                     | Gráfico no disponible temporalmente debido a problemas técnicos. |

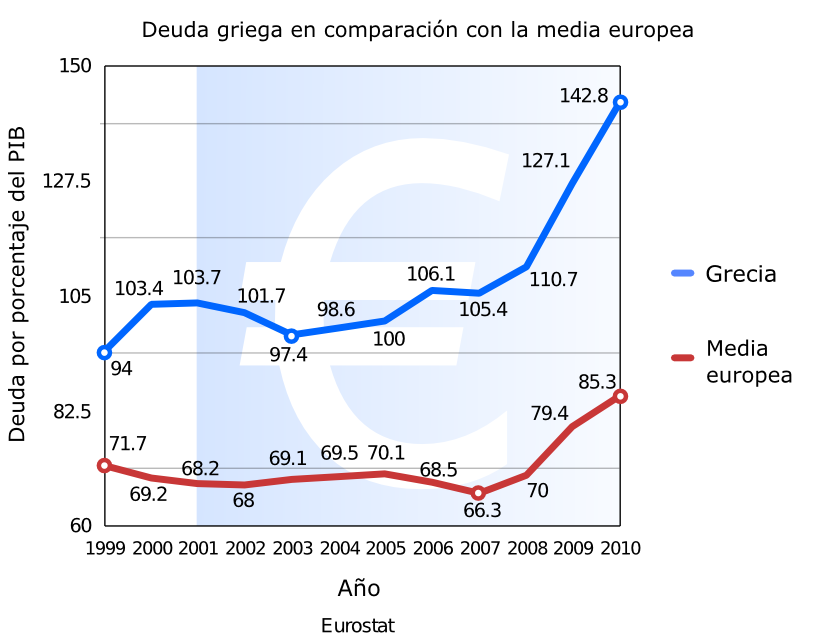
Evolución de la deuda pública griega en comparación con la media de la eurozona, entre 1999 y 2010.

En general se sostiene que la crisis de la deuda fue provocada por la turbulencia generada por la gran recesión, pero que la causa raíz para su erupción fue una combinación de debilidades estructurales en la economía griega junto con la preexistencia por más de una década de elevados niveles de deuda y déficits estructurales a niveles del PIB con respecto a las cuentas públicas griegas. En octubre de 2009, el Movimiento Socialista Panhelénico (PASOK) liderado por Yorgos Papandréu gana las elecciones legislativas anticipadas y el nuevo gobierno revisa al alza dos indicadores: el déficit público acumulado en 2009 pasa a ser de un 12,7 % y la deuda pública se eleva hasta el 113,4 % del PIB. El gobierno del socialdemócrata Papandréu contribuyó a presentar los elementos de una crisis bancaria como una crisis de la deuda soberana griega, haciendo hincapié en el aumento del déficit público y la deuda.
El 8 de diciembre, la agencia de calificación de riesgo Fitch Ratings bajó la calificación de la deuda soberana a largo plazo de Grecia de A- a BBB+, y el 16 de diciembre Standard & Poor's hizo lo mismo. Esto indicó a los inversores que invertir en ese país era más arriesgado, y vino a confirmar los temores de los mercados. El 22 de diciembre la tercera gran agencia de calificación de riesgo, Moody's, rebajó la nota para Grecia de A1 a A2.
Mientras tanto, en este mes de diciembre el gobierno griego anunció que no pediría ayuda externa para reembolsar sus deudas, y tuvo que anunciar un plan de reducción del déficit para el año 2010 a fin contentar a los mercados financieros y a la Comisión Europea. Sin embargo ese anuncio no fue suficiente, y en los días siguientes comenzaron los ataques especulativos en los mercados financieros y los rumores de que el gobierno iba a declarar la cesación de pagos. La Comisión Europea misma pidió al gobierno más medidas, juzgando que la situación del país amenazaba la estabilidad de los otros países europeos.
Uno de los obstáculos para el gobierno griego en aquel periodo fue que las medidas de austeridad que estaba obligado a cumplir para recibir su rescate económico y recuperar la confianza internacional generaron protestas que encabezaron los sindicatos, además de enfrentamientos violentos. De ahí la dificultad para presentar un plan de ajuste radical y la consiguiente desconfianza de los mercados sobre la capacidad del país de iniciar una reducción sostenible de la carga de la deuda pública.
En las semanas siguientes, la Comisión Europea y la canciller de Alemania Angela Merkel pidieron al gobierno griego que pusiera mayor empeño por reducir el déficit público y la deuda acumulada. A raíz de esta situación emergieron tanto en Berlín como en Bruselas los miedos acerca de que la crisis griega tuviera repercusión en el euro. Así, Angela Merkel insistió varias veces en que cada miembro de la Unión Europea tiene la responsabilidad de mantener las finanzas públicas en orden, condición de estabilidad de la propia unión y de la eurozona.
Como respuesta, el gobierno griego desveló a principios de enero de 2010 un drástico plan de reducción del gasto público y prometió limitar el déficit en un 3% para 2012. No obstante la desconfianza continuó, y mientras las tasas de préstamo para Grecia subían regularmente, la Comisión Europea reclamó más detalles de las medidas. El 2 de febrero, el gobierno revisó el plan de austeridad, endureciéndolo con nuevas medidas como el bloqueo de los sueldos a los funcionarios, la subida de los impuestos y el aumento de la edad de jubilación, a pesar de que hubo nuevas huelgas generales.

### Primer programa de rescate

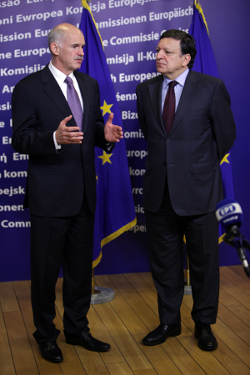
El antiguo Presidente de Gobierno griego Yorgos Papandréu y el presidente de la Comisión Europea José Manuel Barroso tras su reunión en Bruselas el 20 de junio de 2011.

El 3 de febrero, la Unión Europea anunció durante una cumbre en Bruselas que respaldaría los planes del gobierno griego para reducir su déficit y que sometería a Grecia a una supervisión severa para garantizar que el país tomaba las medidas anunciadas. No se anunció ninguna ayuda financiera. Esta intervención de apoyo y supervisión fue insuficiente para calmar los temores de contagio a otras economías mayores de la zona euro como la española, con lo que no se frenaron los ataques especulativos.
El 11 de febrero, los líderes de la Unión Europea acordaron en que no dejarían sola a Grecia y la ayudarían a sortear su crisis, que amenazaba otros países y la moneda común. Prometieron llevar adelante una acción coordinada para salvaguardar la estabilidad financiera de la eurozona. Sin embargo, no revelaron detalles sobre cómo sería el rescate, por lo que no se disiparon las dudas sobre la economía helena entre los inversores.
En los días sucesivos la Unión Europea pidió de nuevo a Grecia que intensificase sus esfuerzos para reducir el déficit público, porque ni el plan de ajuste (reducción del déficit a un 8,7 % en 2010 y 3% en 2012) ni los anuncios de apoyo económico disiparon la desconfianza en los mercados. Así el 5 de marzo, algunos días después de una huelga general, el gobierno griego anunció nuevas medidas.
El 15 de marzo, mientras que los mercados financieros seguían especulando sobre si la ayuda europea prometida a Grecia se iba a materializar, los ministros de finanzas de la Unión Europea (Eurogrupo) llegaron a un acuerdo no detallado sobre préstamos. Sin embargo, solo afirmaron que los países de la eurozona habían acordado una manera de ayudar a Grecia en caso de que fuese necesario, pero reiteraron que Grecia no necesitaba un rescate y que la crisis griega era un problema nacional.
La dificultad de llegar a un acuerdo se debía principalmente a un desacuerdo entre Alemania y los otros miembros de la eurozona en la solución para salir de la crisis. Alemania se negaba a ayudar colectivamente a Grecia, e incluso propuso excluir de la eurozona a los países que no respetan las reglas y amenazan la viabilidad de la moneda. Sin embargo, la Comisión Europea y otros países de la eurozona como Francia estaban a favor de una ayuda a Grecia y descartaban una exclusión, por eso pusieron presión sobre Angela Merkel para llegar un acuerdo. Además, Yorgos Papandréu dio un ultimátum a la UE para aprobar el plan de rescate, amenazando con incumplir el plan de ajuste en caso de no rescate.
Finalmente, el 25 de marzo Francia y Alemania acordaron un plan para rescatar las finanzas griegas con la participación del FMI y los países de la eurozona. Sin embargo, solo se trataba de un plan de último recurso para rescatar a Grecia si se encuentra en situación de suspensión de pagos. El paquete de rescate totalizaría 23.000 millones de euros. Sin embargo, en los días siguientes continuaron las dudas sobre el rescate, lo que reactivó la presión sobre la deuda griega. El 9 de abril, Fitch rebajó la calificación de la deuda griega a largo plazo BBB+ a BBB-.
El 11 de abril, los líderes del Eurogrupo revelaron los detalles del paquete de préstamos de emergencia, que estarían a disposición del país sólo si en caso de que pidiera asistencia, con tasas de interés cerca del 5% (más baja que el 7% en los mercados). El dinero lo pondrían los países de la eurozona y el FMI.
El 22 de abril, Eurostat cifró en el 13,6% del PIB el déficit público griego de 2009, un monto muy superior al 12,9% calculado por las estimaciones previas. A esta revisión al alza se sumó la rebaja por la agencia de calificación crediticia Moody's de la deuda de Grecia desde A2 hasta A3, lo que hizo que las tasas sobre los préstamos subieron a un 8,5%.
El día 23 el primer ministro griego Yorgos Papandréu pidió oficialmente que se pusiera en marcha el plan de rescate para antes del 19 de mayo. El plan no fue lanzado inmediatamente debido a las reticencias de Alemania, que exigió condiciones muy duras antes de prestar su ayuda.
Al mismo tiempo, los mercados financieros temieron que los PIGS (Portugal, Italia, Grecia y España) se vieran afectados por una futura cesación de pagos. Las preocupaciones se reforzaron en particular para España, donde el desempleo había subido hasta el 20%, y Portugal, que tuvo un déficit elevado (9,3% del PIB en 2009).
Los días 27 y 28 de abril la agencia de calificación Standard & Poor's hizo una rebaja de la calificación crediticia de España de AA+ a AA, y de la nota de la deuda portuguesa hasta A- (el 24 de marzo, Fitch ya había decidido rebajar la calificación a AA- desde AA), debido a los riesgos fiscales que enfrentaban esos países y a sus débiles perspectivas económicas. Esta situación provocó la caída de las valores bursátiles europeos, encabezados por el español, y el desplome del euro frente al dólar.
Así, el 28 de abril el director gerente del FMI, Dominique Strauss-Kahn, y el presidente del BCE, Jean-Claude Trichet, acudieron a Alemania para intentar convencer al Parlamento de que aprobase el paquete de rescate para Grecia, mientras el presidente de la Comisión Europea, José Manuel Barroso, pedía una acción rápida. El problema para la canciller alemana era que la opinión pública alemana no estaba a favor de este plan, porque a Alemania le tocaba ser el mayor contribuyente individual. Además, elecciones parlamentarias estaban previstas para el 9 de mayo, por lo que el gobierno alemán estaba pendiente de las elecciones y de no descontentar a sus electores. Así Angela Merkel se mostró reacia a prestar el dinero antes de los comicios, dado que la mayor parte de los alemanes estaban en contra del rescate griego.
En los meses anteriores, se había apoyado la propuesta de que los países europeos no rescataran Grecia, y que Grecia abandone la eurozona, considerando que debía salir sólo de la situación en la que se metió. También hubiera sido una manera de proteger el euro y los otros países. Aunque el propio gobierno alemán había contemplado esta solución, luego la rechazó.
La aprobación última del plan de rescate se hizo en dos etapas:
- El 2 de mayo, los ministros de Finanzas de la eurozona (Eurogrupo) aprobaron una línea de crédito de 110.000 millones de euros para ayudar a Grecia durante tres años, 80.000 millones por la UE y 30.000 millones por el FMI. Sin embargo, todavía quedaba pendiente la aprobación individual de cada uno de los gobiernos de la zona.[87]
- En los días siguientes los gobiernos de la eurozona aprobaron oficialmente el plan de ayuda a nivel nacional, de modo que el 7 de mayo, el paquete fue aprobado por el Consejo Europeo.

El 10 de mayo, los ministros de Finanzas se reunieron en Bruselas para crear un nuevo mecanismo de estabilización para evitar que la crisis de la deuda de Grecia se extienda a otros países. Se trata de préstamos de 750.000 millones de euros en caso de dificultad de un país. Incluyen 500.000 millones de parte de la UE y 250.000 millones del FMI.
Bajo este plan, el Banco Central Europeo tomaría préstamos para el fondo de estabilización directamente en los mercados, para prestar este dinero a gobiernos europeos en dificultades. Es decir, puede prestar indirectamente dinero a países europeos.
La meta de este sistema de garantía de los préstamos es que evite que la crisis griega se extienda a otros países de la eurozona que tienen altos déficits y un débil crecimiento, especialmente España, Portugal e Irlanda. Por tanto era también una manera de proteger el euro.

### Segundo programa de rescate
Un año más tarde, el empeoramiento de la recesión, conjuntamente con la aplicación retrasada por el Gobierno griego de las condiciones acordadas en el programa de rescate, reveló la necesidad de que Grecia recibiera un segundo rescate valorado en 130 000 millones de euros —incluyendo un paquete de recapitalización de los bancos por valor de 48 000 millones de euros—, mientras que a todos los acreedores privados que tenían bonos del Gobierno griego se les solicitó que firmaran un acuerdo de aceptación de vencimientos largos, menores tasas de interés y una pérdida de valor nominal de 53,5 %. El segundo programa de rescate fue aprobado por el Eurogrupo el 21 de julio de 2011 pero con dificultades para concretarse, por ello fue finalmente ratificado por todas las partes en febrero de 2012, y consecuentemente extendió el primer programa, lo que significó el desembolso de un total de 240 000 millones de euros, que serían transferidos en tramos regulares durante el período que iba de mayo de 2010 hasta diciembre de 2014. Debido al continuo deterioro de la recesión y el retraso de la aplicación de las condiciones en el programa de rescate, en diciembre de 2012 la Troika acordó proporcionar a Grecia una última ronda de medidas significativas para el alivio de la deuda, mientras que el FMI amplió su apoyo con un desembolso adicional de un préstamo por 8200 millones de euros a transferir durante el período de enero de 2015 a marzo de 2016.
La cuarta revisión del programa de rescate reveló una leve mejoría en la economía griega.
Debido a un superávit primario de las cuentas del Gobierno tanto en 2013 y 2014 conjuntamente con una disminución de la tasa de desempleo y el retorno de un crecimiento económico positivo en 2014, por lo cual fue posible que el Gobierno griego recuperara el acceso al mercado de crédito privado por primera vez desde el estallido de la crisis de la deuda y pudiera realizar una venta de bonos a acreedores privados para financiar la totalidad del déficit para el 2014.

### Gobierno liderado por SYRIZA

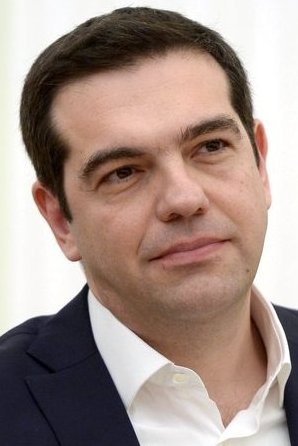
Alexis Tsipras, primer ministro y líder de SYRIZA, coalición de partidos de la izquierda radical griega.

La leve mejoría económica resultó ser un espejismo y fue reemplazada por una nueva recesión —la cuarta desde el comienzo de la crisis— a partir del cuarto trimestre del año 2014, y se aduce como una de sus causas la prematura elección parlamentaria convocada por el Parlamento griego en diciembre de 2014 y la consiguiente formación de un Gobierno liderado por Syriza, cuya plataforma política se negaba a respetar los términos del rescate acordado.
El aumento de la incertidumbre política por lo que sucedería después de la elección desencadenó que la Troika suspendiera toda la ayuda restante programada a Grecia bajo su esquema actual, hasta el momento en que el Gobierno griego hubiera aceptado las condiciones de pago condicional previamente negociadas o, alternativamente, se llegara a un acuerdo mutuamente aceptado con la actualización de algunos términos con sus acreedores públicos.
Esta coyuntura provocó una renovada y cada vez más creciente crisis de liquidez, tanto para el Gobierno griego como para el sistema financiero griego, dando lugar a la caída de precios de las acciones en la Bolsa de Atenas, mientras que las tasas de interés para el Gobierno griego en el mercado de préstamos privado se disparó, por lo que una vez más este se hizo inaccesible como fuente de financiación alternativa.
Después de la elección, el Eurogrupo concedió un período de cuatro meses de extensión técnica adicional al programa de rescate a Grecia; aceptando las condiciones de pago vinculados a que el último tramo del rescate sería renegociado con el nuevo Gobierno griego antes de finales de abril, para que la revisión y la última transferencia financiera pudiera ser completada antes de finales de junio de 2015.

### Negociaciones sobre el rescate
Ante la amenaza de cesación de pagos, lo que inevitablemente implicaría la aplicación de controles de capital para evitar un colapso del sector bancario, y podría suponer la salida de la zona euro debido a las crecientes restricciones de liquidez para realizar el pago continuado de pensiones públicas y salarios en euros, algunos intentos finales para llegar a un acuerdo de rescate renegociado fueron realizados por el Gobierno griego en la primera y la segunda quincena de junio de 2015.
De acuerdo a una declaración oficial del Eurogrupo, a excepción de Grecia, el Gobierno griego dio por finalizadas unilateralmente las negociaciones que se llevaban a cabo sobre el programa de rescate con la Troika el 26 de junio, descaminándose de un acuerdo previo de continuar negociando hasta alcanzar un mutuo compromiso aceptable que podía ser presentado al Eurogrupo en la tarde del 27 de junio.
Pocas horas más tarde el primer ministro griego Alexis Tsipras, anunció en la televisión local la realización de un referéndum que se celebrará el 5 de julio de 2015 para aprobar o rechazar el resultado alcanzado de la negociación preliminar —la última contrapropuesta presentada y ofrecida por la Troika el 25 de junio— para un nuevo conjunto de términos actualizados que garanticen el cumplimiento del segundo acuerdo de rescate.
El Gobierno griego señaló que haría campaña para el rechazo de las nuevas condiciones ofrecidas en dicho referéndum, mientras que cuatro partidos de la oposición (PASOK, To Potami, KIDISO y Nueva Democracia) objetaron la convocatoria para el referéndum propuesto porque sería inconstitucional, y abogaron a que el Parlamento o el presidente griego rechazara la propuesta de referéndum sobre estas causas. Mientras tanto, el Eurogrupo notificó que el segundo acuerdo de rescate existente técnicamente expirará el 30 de junio, según lo regulado por su «declaración de 20 de febrero», por lo que si no se actualizan los términos dentro de este plazo o se acuerdan nuevos términos de mutuo acuerdo, sería demasiado tarde para Grecia organizar un referéndum sobre términos actualizados cinco días después de su expiración.

### Tercer programa de rescate
En estas circunstancias, el primer ministro griego Alexis Tsipras anunció la aplicación de un corralito bancario y otras medidas de control de capitales para evitar el pánico bancario o retirada masiva de depósitos. La convocatoria a referéndum fue aprobada el 27 de junio por el Parlamento Helénico. La consulta se realizó el 5 de julio de 2015, dando como resultado un rotundo rechazo popular a las condiciones del rescate propuesto por la Comisión Europea, el FMI y el BCE.
Luego del referéndum, el Gobierno griego solicitó el tercer rescate al Mecanismo Europeo de Estabilidad y presentó una propuesta de reformas tributarias y ajustes al gasto gubernamental, que fue aprobado el 11 de julio de 2015 en el Parlamento Helénico. El 13 de julio, los jefes de Estado y de Gobierno de la zona euro acordaron la puesta en marcha de la negociación del tercer rescate, recurriendo a la amenaza de una salida de Grecia del euro e imponiendo condiciones de recortes y reformas más exigentes que las rechazadas en la consulta del 5 de julio. El primer paquete de reformas fue aprobado el 15 de julio en el parlamento griego, con el respaldo de la oposición y el voto en contra de varios diputados disidentes de SYRIZA, en medio de protestas en Atenas convocadas por los sindicatos.
El 16 de julio de 2015, el Eurogrupo da su visto bueno a la negociación del tercer rescate a Grecia, un día después los Estados miembros de la Unión Europea aprueban una financiación de urgencia de 7160 millones a través del Mecanismo Europeo de Estabilidad Financiera y el primer ministro Tsipras hace cambios en su gabinete, destituyendo a los ministros y viceministros que votaron contra el rescate. El 22 de julio, el parlamento griego aprueba el segundo paquete de reformas, en cumplimiento de las condiciones que permitieron que el 28 de julio se iniciara la negociación del tercer rescate entre Grecia y sus acreedores.
El 11 de agosto de 2015 en Atenas, el Gobierno griego y las instituciones acreedoras (FMI, Comisión Europea, BCE y Mecanismo de Estabilidad) alcanzaron un acuerdo técnico —con algunas reservas del ministerio de finanzas de Alemania— sobre el plan de rescate y el paquete de acciones que Grecia deberá cumplir a cambio de recibir el primer desembolso, que fueron aprobados tres días después en el Parlamento Helénico, con los votos de dos tercios de los legisladores de SYRIZA, de su socio de gobierno ANEL y de tres partidos de la oposición. El 14 de agosto, en una reunión del Eurogrupo fue autorizado el tercer rescate de Grecia, lo que supone un nuevo programa de asistencia financiera de hasta 86 000 millones de euros y tres años de duración, para evitar la quiebra del país y la salida del euro o Grexit. El memorando de entendimiento (MoU, por sus siglas en inglés) del nuevo «programa de rescate» incluye la creación de un fondo de privatizaciones de 50 mil millones de euros, así como la implementación de una variedad de reformas en recortes del gasto social, el mercado laboral y servicios públicos, con énfasis en educación, salud, pensiones, salarios, entre otros.
El 20 de agosto de 2015 Tsipras renunció al cargo de primer ministro y convocó a nuevas elecciones para el 20 de septiembre de 2015. Una semana después Vasilikí Thanou asumió su cargo de forma interina. Los resultados de las elecciones significaron una nueva victoria para SYRIZA, lo cual permitió a Tsipras asumir nuevamente el cargo, formando gobierno nuevamente con el ANEL.

## Situación política de Grecia durante la crisis económica
Yorgos Papandréu y su gabinete, tomaron medidas de ajuste fiscal. Las medidas más destacadas fueron la disminución salarial del funcionariado público (en total más de 600 000 trabajadores) en un 10 %, un recorte del 30 % del salario navideño y un aumento de la edad de jubilación desde los 61 a los 63 años. También el IVA fue aumentado entre un 0,5 % y un 2,0 % a productos seleccionados, así como el impuesto de hidrocarburos y el impuesto del tabaco y del alcohol.
Dada la dificultad de emisión de la deuda helena, el Gobierno decidió ascender la rentabilidad de los bonos hasta superar el 6 %. Dichas medidas no fueron muy bien recibidas por la población, y los sindicatos decidieron convocar una huelga general que tuvo lugar el 11 de febrero de 2010.[cita requerida]
En abril de 2011 el Gobierno de Papandréu se comprometió a aplicar un nuevo plan de ajuste por valor de 23 000 millones de euros y a poner en marcha un plan de privatizaciones de 50 000 millones de euros adicionales.
La exdiputada del PASOK y exatleta Sofía Sakorafa (Trikala, 1957) lideró el Comité por la Auditoría de la Deuda Pública.
En septiembre de 2011, Grecia presiona para que la Unión Europea desembolse un segundo programa de rescate. El nuevo plan de ajuste asociado a este segundo rescate se da a conocer el 21 de septiembre de 2011 y se toman las siguientes medidas, 30 000 funcionarios son mandados a una "reserva" previa al despido o la jubilación, Los jubilados menores de 55 años perderán un 40 % del importe de sus pensiones, reducción de los salarios públicos en un 15 %, impuesto a la propiedad inmobiliaria (de 0,50 € a 16 € por metro cuadrado) y se obligará a pagar impuesto a las ganancias a quienes cobren más de 5000 € anuales (frente a los 8000 € anuales antes de la reforma)

### Crisis de Gobierno de 2011

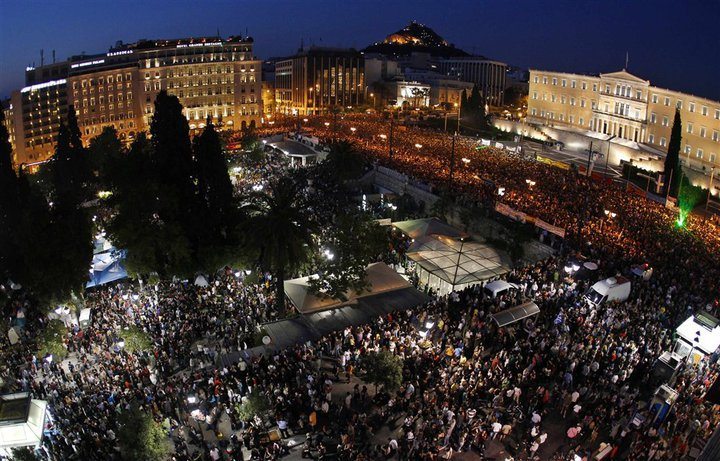
100 mil personas protestan contra las medidas de austeridad en la plaza Síntagma en Atenas (29 de mayo de 2011).

El 31 de octubre de 2011, el primer ministro George Papandreou anunció el referéndum, provocando convulsiones en los mercados y abrir la posibilidad del abandono de la eurozona y la UE, al anunciar que se consultaría la decisión de aceptar o no el segundo plan de rescate propuesto por la Cumbre de la Comisión Europea, el BCE y el FMI, que anteriormente ya había sido pactado. Encuestas realizadas apenas unos días antes del anuncio, mostraban que en torno al 60% de la población griega estaba en contra de las condiciones impuestas.

### Crisis política de mayo de 2012
Las elecciones legislativas griegas tuvieron lugar el 6 de mayo de 2012 para elegir a los 300 Miembros del Parlamento (en griego Βουλή των Ελλήνων, Voulí ton Ellinon, literalmente Consejo de los Helenos). Ningún partido político obtuvo la mayoría absoluta parlamentaria y tendría que formarse un gobierno de coalición pero los partidos optaron por la convocatoria de nuevas elecciones.

### Formación del gobierno tras las elecciones de junio de 2012
El lunes 18 de junio de 2012, el Presidente de Grecia, Károlos Papoúlias otorgó a Antonis Samarás, líder de la conservadora Nueva Democracia, el mandato para formar un gobierno de coalición en un plazo de 3 días, por ser el partido político que obtuvo la mayoría relativa (129 escaños y 29,66% de los votos) en las elecciones legislativas del 17 de junio. Samarás consideró "necesaria" la pronta formación de un gobierno de "salvación y unidad nacional, de larga duración, con la participación del máximo número posible de partidos políticos".
El 18 de junio, Samarás inició la ronda de conversaciones con Alexis Tsipras, líder del izquierdista Frente Social Unificado Syriza, la segunda fuerza política. Tsipras rechazó formar parte del gobierno, afirmó que "Nueva Democracia y Syriza tienen estrategias opuestas" y anunció que asumirá el liderazgo de una oposición "activa y constructiva" para controlar al gobierno "en cada uno de sus pasos". Este mismo día, Samarás se reunió con Evángelos Venizelos, líder del socialdemócrata PASOK (tercera fuerza política), quien anunció que "este martes, a más tardar, puede haber un gobierno en Grecia", mostrándose a favor de formar parte de un gobierno de coalición con Nueva Democracia. Luego Samarás se reunió con Panos Kammenos, líder de ANEL, quien rechazó la posibilidad de formar parte de un gobierno de coalición con ND, por su oposición al acuerdo de rescate suscrito con la Comisión Europea, el FMI y el Banco Central Europeo.
El martes 19 de junio, ND informó que estaba a punto de formar un gobierno de coalición con el PASOK y DIMAR, aunque de este último su líder Fotis Kouvelis expresó que "sólo ofrecería un apoyo condicional", sujeto a la renegociación del programa de ajustes pactado con la Comisión Europea, el Fondo Monetario Internacional y el Banco Central Europeo. Este día se realizó una reunión entre el líder del PASOK, Evángelos Venizelos, y el líder de DIMAR, Fotis Kuvelis. Luego Samarás se reunió con Kouvelis para evaluar el apoyo de DIMAR para constituir una coalición de tres partidos. Al final de esta jornada de reuniones, ND afirmó tener un acuerdo preliminar con el PASOK y DIMAR con el fin de formar "un gobierno de salvación nacional".
El miércoles 20 de junio, después de las conversaciones para consensuar un programa de acción común, ND anunció un gobierno de coalición con PASOK y DIMAR, liderado por Samarás como primer ministro y con el apoyo de 179 parlamentarios de los 300 del Parlamento Helénico. En acto oficial celebrado en el Palacio Presidencial de Atenas, Antonis Samarás juró su cargo como primer ministro de Grecia ante el presidente de la República Károlos Papoúlias y el Arzobispo de Atenas y Primado de la Iglesia Ortodoxa de Grecia Hieronymus II, prometiendo "con patriotismo, unidad nacional sin fisuras y con la ayuda de Dios, trabajar duro para ofrecer resultados concretos y esperanza al pueblo".
El jueves 21 de junio, el nuevo primer ministro Samarás se reunió con sus aliados Evángelos Venizelos del PASOK y Fotis Kouvelis de DIMAR, para trazar la plataforma política del gobierno y llegar a un acuerdo final sobre la conformación del gabinete. Luego firmaron el acuerdo de coalición, en el que el nuevo gobierno afirma que los principales objetivos son "impulsar el crecimiento, revisar los términos del memorando de entendimiento sin poner en peligro la posición de Grecia en la eurozona, enfrentar el déficit, reducir la deuda pública e implementar reformas estructurales". Los 17 nuevos ministros (12 militantes de ND y 5 tecnócratas independientes propuestos por PASOK y DIMAR) juraron sus cargos e inmediatamente después tuvieron su primera reunión del Consejo Ministerial. Entre los ministros no hay ningún diputado del PASOK ni de DIMAR, por petición de los partidos mismos.
El jueves 28 de junio quedó constituida formalmente la 15.ª Legislatura del Parlamento Helénico, en una ceremonia de toma de posesión donde los 300 legisladores recibieron sus actas y juraron el cargo. La ceremonia fue presidida por el vicepresidente del Parlamento, Ioannis Tragakis, y fue oficiada por el Arzobispo de Atenas y de toda Grecia, Hieronymus II, presidente del Santo Sínodo de la Iglesia Ortodoxa de Grecia
El viernes 29 de junio, el Pleno del Parlamento eligió su Presidium, conformado por los legisladores Evangelos Meimarakis (ND - presidente), Ioannis Tragakis (ND - primer vicepresidente), Athanasios Nakos (ND - segundo vicepresidente), Christos Markogiannakis (ND - tercer vicepresidente), Ioannis Dragasakis (SYRIZA - cuarto vicepresidente), Leonidas Grigorakos (PASOK - quinto vicepresidente), Maria Kollia-Tsaroucha (ANEL - sexta vicepresidenta), además de tres cuestores (dos de ND y uno de SYRIZA) y seis secretarios (cuatro de ND, uno de SYRIZA y uno de PASOK).

### Elecciones griegas de 2015 y referéndum
Las elecciones parlamentarias de Grecia de enero de 2015 se celebraron el 25 de enero de ese año, antes de lo previsto debido al fracaso del Parlamento para elegir a un nuevo presidente, el 29 de diciembre de 2014. 
En las elecciones se disputaron 250 de los 300 escaños del Consejo de los Helenos, el órgano legislativo heleno, puesto que los 50 escaños restantes se adjudicarían directamente al partido con mayor número de votos, de conformidad con la Constitución, en las circunscripciones que no hayan podido repartir todos sus escaños con números enteros. Todas las encuestas daban como vencedor al partido liderado por Alexis Tsipras, la Coalición de la Izquierda Radical (SYRIZA), que defiende una quita importante de la deuda externa griega.
SYRIZA  ganó por primera vez en su historia las elecciones al Parlamento de Grecia, pero se quedó a dos escaños de la mayoría absoluta, con 149 escaños de 300. Por otro lado, el conservador y gobernante partido Nueva Democracia (ND) perdió 53 escaños y obtuvo su peor resultado histórico en términos de escaños obtenidos. El partido socialdemócrata PASOK, socio del gobierno de coalición con ND, se redujo a tan solo 13 escaños (de 33 obtenidos en junio de 2012), cayendo al séptimo lugar y convirtiéndose en el último partido en superar el umbral del 3 %. Amanecer Dorado (XA) se convirtió en la tercera fuerza política en Grecia gracias a la pérdida de apoyo de los partidos PASOK y Griegos Independientes (ANEL), y el nuevo partido político To Potami de Stavros Theodorakis entró en el parlamento con 17 escaños y el 6,1 % de los votos. El Partido Comunista de Grecia (KKE) ganó 2 escaños más de los 13 que había ganado en junio de 2012, haciendo un total de 15. El partido DIMAR, exsocio del gobierno de coalición hasta junio de 2013, salió del parlamento después de obtener 0,5 % de los votos, insuficientes para ser elegibles para los escaños.
El referéndum griego de 2015 tuvo lugar el 5 de julio y dio como resultado un rotundo rechazo a las condiciones del rescate propuesto por la Comisión Europea, el Fondo Monetario Internacional y el Banco Central Europeo. El motivo de su celebración fue la imposibilidad de llegar a un acuerdo en las negociaciones entre el gobierno griego de SYRIZA y sus acreedores antes de finales de junio de 2015. El referéndum, que fue el primero desde 1974, y el único en la historia griega moderna que no se refieren a la forma de gobierno, fue anunciado por el primer ministro griego Alexis Tsipras a primera hora del 27 de junio de 2015 y ratificado por el Consejo de los Helenos al día siguiente.

Las elecciones parlamentarias de Grecia de septiembre de 2015 se celebraron el domingo 20 de septiembre de 2015, tras la renuncia del primer ministro Alexis Tsipras el 20 de agosto de 2015, luego de ejercer sus funciones desde el 26 de enero del mismo año, en un gobierno de coalición de los partidos SYRIZA y ANEL. En los comicios se eligieron los 300 escaños del Consejo de los Helenos, para un mandato constitucional de cuatro años. Esta fue la cuarta elección legislativa griega celebrada en los últimos tres años, en medio de la crisis de la deuda soberana.

## Protestas

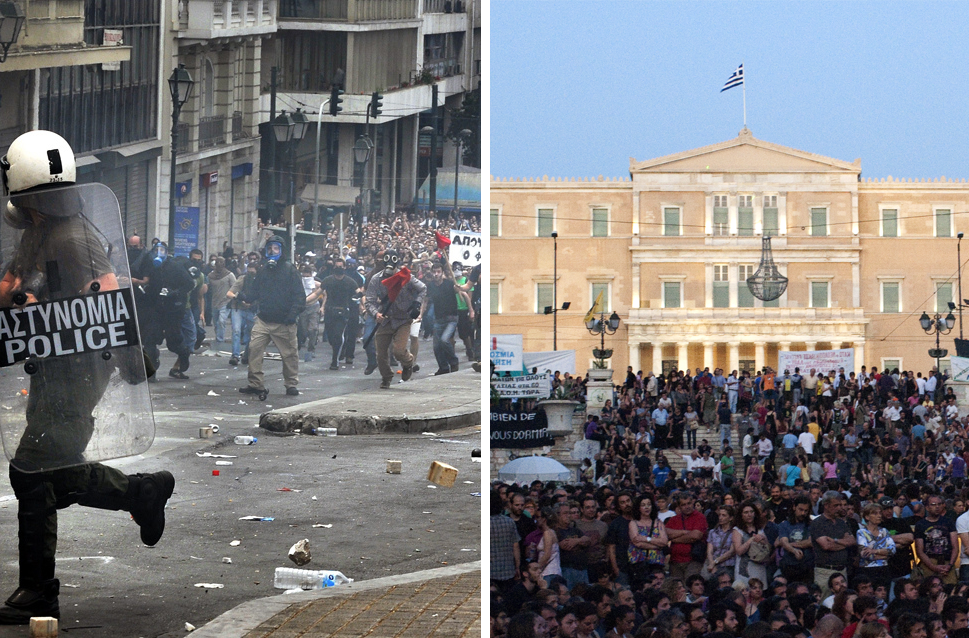
Protestas en Atenas en 2010 por los recortes sociales realizados por el Gobierno griego.

El 1 de mayo de 2010, hubo marchas de protesta en Atenas y Salónica, por muchos sindicatos, de izquierda, anarquistas y simpatizantes del partido comunista. Violentos enfrentamientos estallaron cuando la policía antidisturbios fueron enviados a contener a los manifestantes.
En respuesta a los recortes de gastos propuestos y los aumentos de impuestos, una huelga en todo el país fue llamado el 5 de mayo. A partir de la medianoche, avión, tren, ferry y el tráfico de entrada y salida del país cesado. Las escuelas, algunos hospitales, y muchas empresas privadas fueron cerradas. Las manifestaciones son vistos por algunos como el más extendido desde el final de la junta militar griega de 1967-1974.
Se estima que 100.000 personas marcharon por Atenas, con algunas estimaciones, se extiende a 500.000. Como las protestas cobraron impulso, un gran grupo intentó tomar por asalto el edificio del parlamento en la plaza Syntagma, en Atenas, donde se enfrentaron con la policía, causando algunos de los Evzones (guardias ceremoniales) para huir de la Tumba del Soldado Desconocido. Los manifestantes acusaron a los parlamentarios de ser "ladrones". La policía antidisturbios fueron capaces de empujar a la multitud respondió con gas lacrimógeno, bombas de flash y bombas de humo. Edificios cercanos, incluyendo un edificio del Ministerio de Finanzas, se prendió fuego. El primer ministro George Papandreou, respondió: "Nadie tiene el derecho a la violencia... la violencia engendra violencia."
En otras partes de Atenas, algunos manifestantes lanzaron piedras, botellas y pedazos de mármol a la policía. Varios contenedores de basura se encendían en llamas. Algunos rompieron ventanas, arrojaron bombas de gasolina, y cometió otros actos de vandalismo. Otros manifestantes levantaron barricadas y autos incendiados. Los gritos de "asesinos" y "quemar el parlamento" se escucharon en toda la ciudad. Al otro lado de Atenas, por lo menos 12 personas resultaron heridas, y más de 70 personas fueron detenidas para ser interrogadas.
El 23 de febrero de 2011, hubo una repetición de las violentas protestas y las huelgas, con la participación de hasta 100.000 personas como la canciller alemana, Angela Merkel, pidió una renovación del programa de préstamos a Grecia que había sido condicionado a la restricción fiscal. Las medidas adoptadas por Grecia eran considerados difíciles por los manifestantes.
En paralelo, se discutía en el Parlamento griego las propuestas de austeridad que incluían recortes presupuestarios y de salarios. Ante esto, las organizaciones sociales de este país organizaron varias protestas, destacando entre otras la ocurrida el 29 de mayo y que reunió a 40 mil personas en la Plaza Syntagma de Atenas.
Durante el mes de junio continuó la movilización. Algunas manifestaciones fueron pacíficas, otras han sido violentas. Así, el 26 de junio
se produjeron incidentes en el centro de la capital griega durante la votación que la cámara legislativa helénica desarrollaba para aprobar o rechazar las medidas antirecesión, dejando 46 heridos y varios destrozos. Finalmente, el legislativo aprobó el ajuste, lo que aumentó el malestar ciudadano.
El 12 de febrero de 2012 se llevó a cabo la votación en el Parlamento griego para la aceptación del segundo rescate por parte de la UE, lo que produjo manifestaciones en los alrededores del Parlamento contra los recortes asociados al mismo. La violencia de las protestas e incendios afectaron a 17 edificios del centro de Atenas y hubo centenares de heridos.
Se reunieron en este día, más de 100.000 personas en diversos puntos de Grecia, siendo esta manifestación una de las más multitudinarias. El cantante Mikis Theodorakis, uno de los convocantes de la protesta junto a los sindicatos, se dirigió a la policía para reclamarles permitirle subir a las escaleras del Parlamento para dirigirse a las masas, unidades antidisturbios arrojaron gases lacrimógenos a miles de personas concentradas en la Plaza Sintagma.